# Jan Johansen (cantante)
Jan Christian Johansen (Stoccolma, 9 gennaio 1966) è un cantante svedese.
Ha rappresentato la Svezia all'Eurovision Song Contest 1995 con il brano Se på mig, classificandosi 3º su 23 finalisti.

## Biografia
Figlio del musicista svedese Egil Johansen, ha iniziato la sua carriera musicale nel 1990 esibendosi nella cover band Off Duty.
È salito alla ribalta per la sua partecipazione al Melodifestivalen 1995, il programma di selezione svedese per l'Eurovision Song Contest, con il brano Se på mig. Dopo aver superato la prima fase, ottenne il punteggio massimo dalle giurie nazionali, venendo incoronato vincitore e di conseguenza rappresentante svedese all'Eurovision Song Contest 1995 a Dublino, in Irlanda. Nella serata finale della manifestazione si esibì per diciottesimo. Qui si classificò 3º su 23 partecipanti con 100 punti totalizzati dalle giurie nazionali.
Successivamente Johansen prese parte al Melodifestivalen in altre cinque occasioni, nel 2001 con Ingenmansland, nel 2002 con Sista andetaget, nel 2003 con Let Your Spirit Fly, in collaborazione con Pernilla Wahlgren, e nel 2020 con Miraklernas tid, senza mai replicare il successo del suo debutto.
Nel 2013 è stato pubblicato un libro autobiografico dedicato all'artista dal titolo Med Nya Ögon, co-scritto in collaborazione con la giornalista e autrice Colette van Luik.

## Vita privata
In un'intervista del 2008, Johansen ha raccontato pubblicamente di aver sofferto in passato di problemi relativi all'alcolismo, a cui si è successivamente sottoposto ad un percorso di riabilitazione.

## Discografia

### Album in studio
- 1995 – Johansen
- 1996 – Johansen 2
- 1997 – Roll Tide Roll (con i Brazz Brothers e Egil Johansen)
- 2001 – Fram till nu
- 2002 – Hela vägen fram
- 2003 – X My Heart
- 2003 – Ignition (con gli Ignition)
- 2009 – Minnen
- 2010 – En ny bild av mig
- 2016 – Trumslagarens pojke

### Album live
- 2013 – Min Jul

### Raccolte
- 2007 – Hits!

### Singoli
- 1984 – Over And Out (con Magnum Bonum)
- 1987 – Radio Waves
- 1995 – Se på mig / Another Night
- 1995 – When the Night is Young
- 1995 – River of My Heart
- 1995 – Hold You
- 1996 – Mitt hjärta i din hand
- 1996 – Kommer tid, kommer vår (con Jill Johnson)
- 1996 – Ingenting har hänt
- 1996 – Håll mej
- 1996 – Camelia
- 1997 – Ljudet av din röst
- 1997 – Roll Tide Roll (con i Brazz Brothers)
- 1998 – Utan dej
- 2001 – Ingenmansland
- 2001 – Life Goes On
- 2002 – Sista andetaget
- 2002 – Vågar du
- 2002 – Hon går igen
- 2002 – Tiden går
- 2003 – Let Your Spirit Fly (con Pernilla Wahlgren)
- 2003 – Let's Not Fade Away
- 2004 – New Day (con Miz)
- 2005 – Röd Mustang
- 2006 – Calling Out Loud
- 2006 – Solens strand
- 2008 – När allting dör
- 2008 – Sol, vind och vatten
- 2009 – Fri
- 2010 – Till dig
- 2010 – Cyanid
- 2011 – It's Not Real
- 2011 – Sista söndagen i advent
- 2011 – Christmas Time Again
- 2015 – Trumslagarens Pojke
- 2015 – Det är du (con Camilla Läckberg)
- 2015 – All Because of You
- 2020 – Miraklernas tid

### Come artista ospite
- 1993 – Lost in Paradise (Erika feat. Jan Johansen)